# Aa (Orchideen)
Die Pflanzengattung Aa gehört zur Familie der Orchideen (Orchidaceae). Die etwa 26 Pflanzenarten gedeihen terrestrisch in Hochlagen meist der Anden.

## Beschreibung

### Vegetative Merkmale
Aa-Arten wachsen kleinen, ausdauernden krautige Pflanzen. Die dicken und fleischigen Wurzeln sind manchmal behaart. Alle Aa-Arten bilden eine grundständige Rosette aus spiralig angeordneten Blättern. Die Laubblätter sind manchmal von dicker, fleischiger Textur. Die Blattspreiten sind länglich-oval bis lanzettlich mit spitzem oberen Ende. Die Laubblätter treiben meist erst nach der Blütezeit aus.

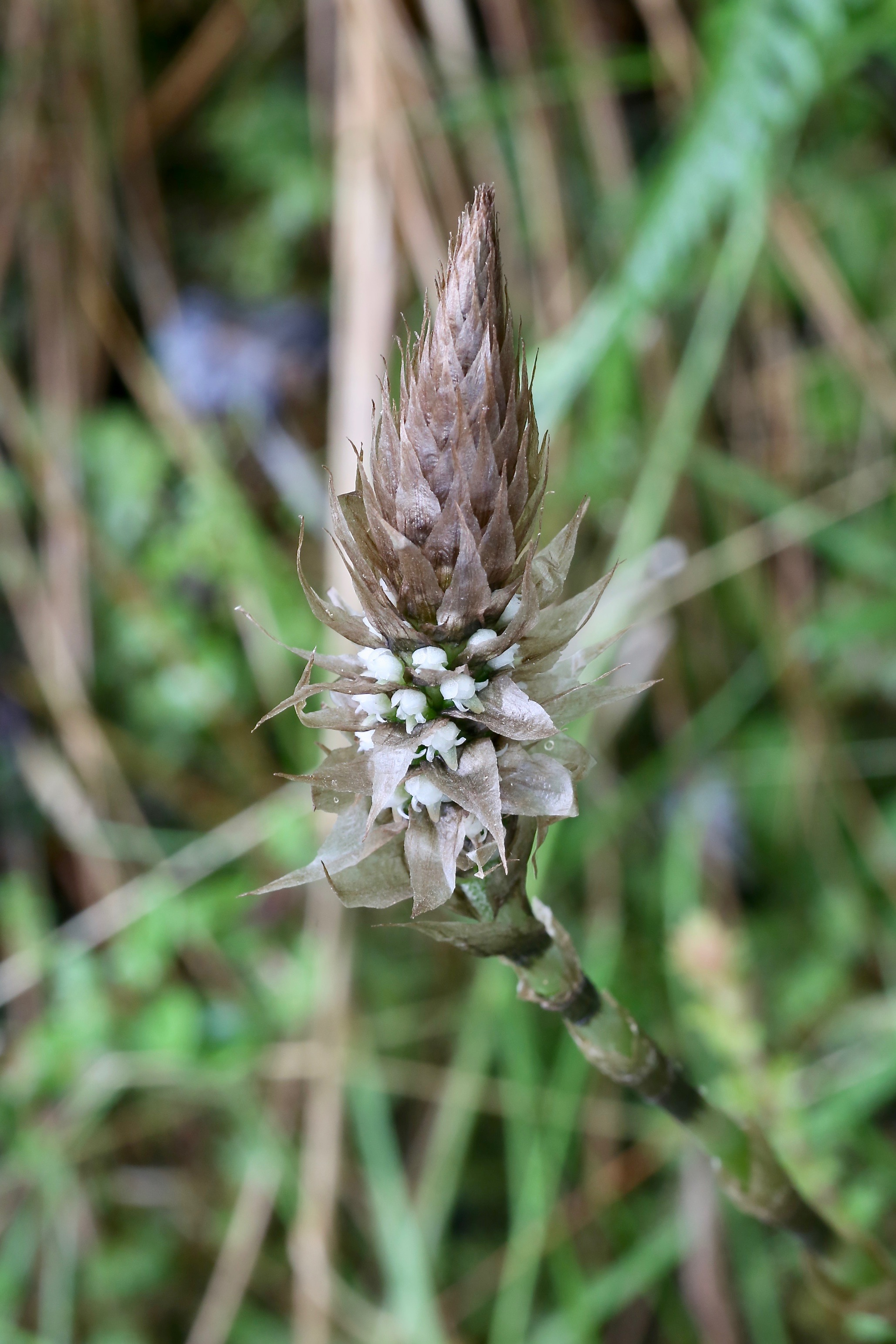
Aa spec.

### Generative Merkmale
Der traubige Blütenstand erscheint seitlich der beblätterten Sprossachse. Der Blüten tragende Spross ist mit lose den Stängel umfassenden, scheidigen, durchscheinenden Hochblättern besetzt, nicht aber mit Laubblättern. Unten ist er unbehaart, im oberen Bereich jedoch häufig drüsig behaart. Die kleinen Blüten sitzen dicht beieinander am Ende der Blütenstandsachse. Sie sind von papierartigen Hochblättern umgeben, die die Blüte an Größe meist übertreffen und zur Blütezeit zurückgeschlagen sind.
Die Blüten sind nicht resupiniert. Der Fruchtknoten ist nicht gestielt, unbehaart oder drüsig behaart. Die zwittrigen Blüten sind zygomorph und dreizählig. Die Blütenhüllblätter sind – im Gegensatz zu Altensteinia – kaum behaart. Die Sepalen gleichen einander, sie sind frei oder manchmal an der Basis für ein kurzes Stück miteinander verwachsen. Die Petalen sind schmaler geformt. Die Lippe ist halbkugelig und sitzt wie eine Haube über der Blüte, am Grund ist sie mit zwei Schwielen versehen, der Rand ist gefranst und nach innen geschlagen. Das Gynostemium ist ebenfalls unbehaart und sehr kurz. Das Klinandrium (ein Gewebe an der Spitze des Gynostemium, über der Anthere) ist stark reduziert. Das Rostellum (ein Trenngewebe zwischen Anthere und Stigma) ist kurz und liegt quer zur Säulenachse. Das Stigma selbst ist groß, breit und nierenförmig. Der Pollen ist in vier weiche Pollinien organisiert, sie sind linealisch geformt.

## Ökologie
Die Blüten verströmen einen unangenehmen Geruch, der mit der Anlockung von Fliegen als Bestäuber zusammenhängen könnte. Die meisten Aa-Arten scheinen sich überwiegend durch Selbstbestäubung fortzupflanzen.

## Standorte
Die meisten Aa-Arten finden sich in den Hochlagen der Anden in Südamerika sowie in Costa Rica oberhalb der Baumgrenze in Höhen von 3000 bis 4400 Metern. Sie kommen dort in den Páramo genannten Grasflächen, in Mooren, in Bambusdickichten, lichten Gebüschen und Weinmannia-Wäldern vor.

## Systematik, Botanische Geschichte und Verbreitung
Erste wissenschaftliche Beschreibungen dieser Orchideen lieferte Karl Sigismund Kunth, der eine Art 1815 zuerst Ophrys paleacea, später dann Altensteinia paleacea nannte. Heinrich Gustav Reichenbach unterteilte die Gattung Altensteinia im Jahre 1854 und beschrieb die Gattung Aa mit zwei Arten, Aa paleacea und Aa argyrolepis. In der Erstbeschreibung Xenia Orchidacea. 1. Band, Brockhaus, Leipzig 1858, Seite 18 gibt Reichenbach keine Erklärung für den ungewöhnlichen Namen Aa. Es gibt die Vermutung, er habe den Namen gewählt, um in alphabetisch sortierten Listen immer an erster Stelle aufzutauchen. Es könnte aber auch eine Ehrung Pieter van der Aas sein, der Drucker von Paul Hermanns Paradisus Batavus. Eine dritte Möglichkeit ist, dass sich der Name als Verkürzung von der nahe verwandten Gattung Altensteinia ableitet.  Einige Jahre später machte Reichenbach seine Einteilung wieder rückgängig und stellte alle Arten wieder zu Altensteinia, Rudolf Schlechter stellte 1912 wiederum die Trennung her: inzwischen waren deutlich mehr Arten bekannt, die eine erneute Trennung sinnvoll erscheinen ließen.
Die meisten Aa-Arten scheinen sich überwiegend durch Selbstbestäubung fortzupflanzen. Innerhalb einzelner Populationen sehen die Pflanzenexemplare deshalb recht gleichförmig aus, zu benachbarten Populationen derselben Art können allerdings deutliche Abweichungen auftreten. Da die Beschreibungen der Aa-Arten nur auf sehr begrenzten Sammlungen beruhen, die nicht die ganze Variationsbreite umfassen, ist der taxonomische Status und die Abgrenzung der Arten unsicher.
Die meisten Aa-Arten finden sich in den Hochlagen der Anden in Südamerika sowie in Costa Rica.
Es gibt etwa 26 Aa-Arten:
- Aa achalensis Schltr., nördlich-zentrales Argentinien (La Rioja, San Luis, Córdoba)[7]
- Aa argyrolepis (Rchb. f.) Rchb. f., Kolumbien, Ecuador, Peru und nördliches Brasilien[7]
- Aa aurantiaca D.Trujillo, Peru[7]
- Aa calceata (Rchb. f.) Schltr., Peru bis Bolivien[7]
- Aa colombiana Schltr., Kolumbien bis Ecuador[7]
- Aa denticulata Schltr., Kolumbien bis Ecuador[7]
- Aa erosa (Rchb. f.) Schltr., Peru[7]
- Aa fiebrigii (Schltr.) Schltr.: Sie kommt von Bolivien bis ins nordwestliche Argentinien vor.[7]
- Aa figueroi Szlach. & S.Nowak, Kolumbien[7]
- Aa hieronymi (Cogn.) Schltr., Nordwest-Argentinien bis Córdoba[7]
- Aa lehmannii Rchb. f. ex Szlach. & Kolan., Ecuador[7]
- Aa leucantha (Rchb. f.) Schltr., Kolumbien bis Ecuador[7]
- Aa lorentzii Schltr.: Sie kommt im nordwestlichen Argentinien vor.[7]
- Aa lozanoi Szlach. & S.Nowak, Kolumbien[7]
- Aa macra Schltr., Kolumbien und Ecuador[7]
- Aa maderoi Schltr. (Syn.: Aa hartwegii Garay), nordwestliches Venezuela bis Ecuador und Kolumbien[7]
- Aa mandonii (Rchb. f.) Schltr., Peru bis Bolivien[7]
- Aa matthewsii (Rchb. f.) Schltr.: Sie kommt in Peru bis westlichen Bolivien vor.[7]
- Aa microtidis Schltr.: Sie kommt in Bolivien vor.[7]
- Aa nervosa (Kraenzl.) Schltr., nördliches Chile[7]
- Aa paleacea (Kunth) Rchb. f., Costa Rica bis Bolivien[7]
- Aa riobambae Schltr., Ecuador[7]
- Aa rosei Ames, Peru[7]
- Aa schickendanzii Schltr.: Sie kommt im nordwestlichen Argentinien vor.[7]
- Aa sphaeroglossa Schltr.: Sie kommt in Bolivien vor.[7]
- Aa trilobulata Schltr.: Sie kommt in Bolivien vor.[7]
- Aa weddeliana (Rchb. f.) Schltr.: Sie kommt von Peru bis ins nordwestliche Argentinien vor.[7]